# Medaille „Für besondere Verdienste im Militärdienst“
Die Medaille „Für besondere Verdienste im Militärdienst“ (Russisch: Медаль «За отличие в военной службе») ist eine Medaille des Russischen Verteidigungsministeriums in drei Klassen, die durch Ukas No. 123 des Russischen Verteidigungsministers am 27. März 1995 gestiftet wurde.
Durch Ukas No. 85 des russischen Verteidigungsministers vom 5. März 2009 wurde die Medaille mit veränderter Rückseite und neuem Band erneut gestiftet, wobei das alte Statut gemäß Ukas No. 123 außer Kraft gesetzt wurde.

## Verleihungspraxis
Die Medaille wird gemäß des neueren Statut von 2009 an Angehörige der Russischen Streitkräfte für „angemessene Eigeninitiative, Fleiß und besondere Verdienste“ verliehen (Gemäß dem älteren Statut von 1995 genügte ein „gewissenhafter Dienst“ und die entsprechende Mindestdienstzeit zur Verleihung der Medaille).
Die Medaille wird nach der zur Verleihung geforderten Mindestdienstzeit in drei Klassen verliehen, wobei die I. Klasse die höchste Klasse darstellt:
- I. Klasse – Mindestdienstzeit 20 Jahre,
- II. Klasse – Mindestdienstzeit 15 Jahre,
- III. Klasse – Mindestdienstzeit 10 Jahre.

Die Verleihung der II. und I. Klasse erfordert jeweils, dass zuvor bereits die niedrigere Klasse verliehen wurde.

## Trageweise
Im Statut von 1995 war festgelegt, dass die Medaille vor der sowjetischen Medaille „Für einwandfreien Dienst“ reiht, sowie, dass jeweils nur die höchstverliehene Klasse der Medaille zu tragen ist.
Mit dem Statut von 2009 wurden diese Vorschriften aufgehoben, aber keine neue Trageweise definiert. Im aktuellen Verleihungssystem der RF von 2017 reiht die Medaille vor der Medaille „Für Verdienste im Dienst“, aber nach der Medaille „Für die Intensivierung der militärischen Zusammenarbeit“. Erst in Ukas No. 525 des Russischen Verteidigungsministers vom 9. Oktober 2020 wurde die Trageweise definiert.

## Privilegien
Träger der Medaille sind berechtigt, den Titel „Veteran der Arbeit“ («ветеран труда») zu führen, falls sie die verlangte Dienstzeit nachweisen können. (Gemäß dem russischen Veteranen-Gesetz (Федеральному закону РФ «О ветеранах»)).

## Sonstiges
Aus dem Band bzw. seinen Farben lässt sich erkennen, dass es sich um eine Auszeichnung des Verteidigungsministeriums handelt (orange-schwarze Farbe). Die rot-grüne Farbe wurde so bereits bei der Medaille „Für einwandfreien Dienst“ verwendet und kennzeichnet traditionell Auszeichnungen für vorbildlichen und langjährigen Militärdienst.